# Svatý Siard
Svatý Siard († 1230) je světcem římskokatolické církve, býval opatem dnes již neexistujícího premonstrátského kláštera Mariëngaarde ve Frísku. Proslul velice prostým způsobem života a pomocí potřebným.

## Život
Narodil se ve významné fríské rodině někdy kolem poloviny 12. století. Studoval v Mariëngaarde u premonstrátů, a posléze se rozhodl do tohoto řádu vstoupit. V roce 1194 byl na přání mariëngaardeského opata Jana zvolen jeho nástupcem. I jako opat si uchoval velice strohý způsob života, sám často tvrdě fyzicky pracoval nedělaje rozdíly mezi sebou a ostatními bratry komunity. Proslul také velkou láskou k chudým, kterým velmi pomáhal, rovněž tak velkou pokorou a mírností.
V klášteře vyžadoval přísnou kázeň, což řadě bratří vadilo. V roce 1230 se jej proto jeden ze členů komunity pokusil zabít. Neuspěl, opata pouze lehce zranil. Siard zemřel stářím ještě v listopadu téhož roku. Původně byl pohřben v Mariëngaarde, později byly jeho ostatky několikráte přestěhovány. Dnes jsou uloženy v premonstrátském opatství Tongerloo. Úcta k němu byla oficiálně schválena v roce 1728. Liturgická památka se v premonstrátském řádu slaví 14. listopadu.